# Stupid Love (Lady Gaga-dal)
A Stupid Love Lady Gaga amerikai énekesnő dala, amely az Interscope Records kiadó gondozásában 2020. február 28-án jelent meg az énekesnő Chromatica című hatodik stúdióalbumának első kislemezeként, miután 2020 januárjában kiszivárgott. A dalt Gaga, BloodPop, Tchami, Max Martin és Ely Rise szerezték. BloodPop elmondta, hogy ez volt az a szám, ami elindította a Chromaticán való munkáját az énekesnővel. Műfaját tekintve egy diszkó hatásokkal rendelkező dance-pop, elektropop és house dal, ami arról szól, hogy milyen egy egyén számára összeszedni a bátorságot, hogy újra beleszeressen valakibe, miután összetörték a szívét.
A kislemezt megjelenése előtt a dalhoz készült klipből kivágott képeket tartalmazó hirdetőtáblákkal, illetve a közösségi médiában posztolt promóciós képekkel kezdték népszerűsíteni. A Stupid Love pozitív visszajelzéseket kapott a zenei kritikusoktól, és az énekesnő korábbi munkáihoz hasonlították. Kereskedelmi szempontból a kislemez első lett Skóciában, Magyarországon és El Salvadorban, az első öt közé került az amerikai Billboard Hot 100-as listán és a brit kislemezlistán, illetve további több mint 15 országban a top 10-be jutott.
A videóklipet Daniel Askill rendezte, és a kislemez megjelenése napján látott napvilágot. Helyszíne egy fiktív bolygó, a Chromatica, ahol Gaga vezeti a „Kindness Punks” elnevezésű törzset. A videóban az énekesnő egy koreográfiát mutat be táncos harcosok csoportjaival, akiket az általuk viselt ruhák színe szerint lehet megkülönböztetni. A szám felcsendült Gaga Haus Laboratories sminkmárkájának reklámvideójában, amelyben a dal után Stupid Love néven megjelent szemhéjfesték-palettát népszerűsítették. Gaga előadta a dalt Chromatica egyvelegének záródalaként a 2020-as MTV Video Music Awardson.

## Felvételek és kompozíció

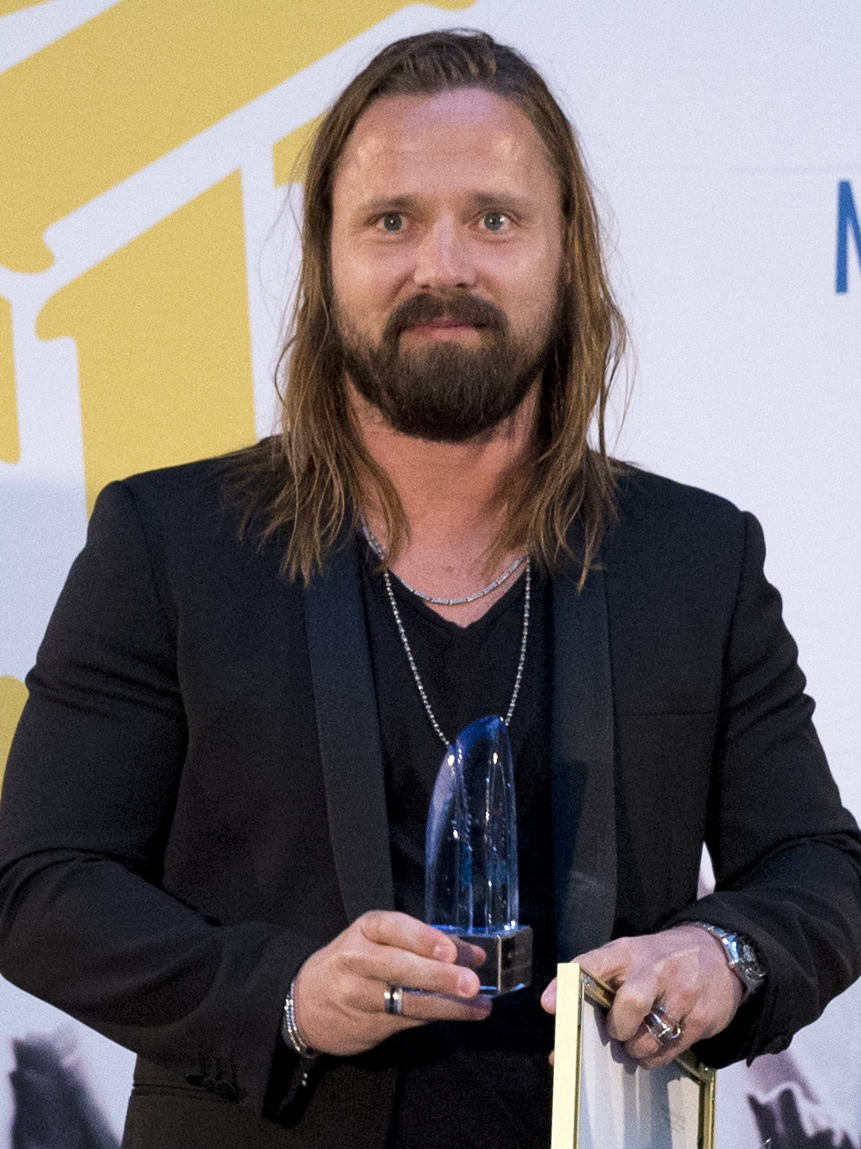
A Stupid Love volt az első dal, amin együtt dolgozott Gaga Max Martinnal

Gaga a Stupid Love-ot BloodPop, Tchami, Max Martin és Ely Rise segítségével írta meg. BloodPop elmondása szerint először a dal zenei alapját mutatta meg Gagának a Joanne World Tour című koncertsorozatának Kansas City-beli állomásán, mikor a Csillag születik filmzenei albumának hanganyagán dolgoztak. Habár ezen dalok egyike sem került fel a filmzenére, a Stupid Love-on való közös munka mégis gyümölcsözőnek bizonyult, és meggyőzte BloodPopot, hogy az énekesnő teljes albumának társproducere legyen.
BloodPop úgy érezte, hogy a dal demójából „hiányzik valami”, és elmondása szerint Max Martin volt az, „aki fantasztikus ötleteivel magasabb szintre emelte”. Gaga ezen a számon dolgozott először Martinnal, aki olyan előadók slágereinek létrejöttében segédkezett, mint Katy Perry, Britney Spears és Taylor Swift. Gaga elismerte, hogy kezdetben bizonytalan volt a Martinnal való közös munkával kapcsolatban, mert szeret a saját feltételei szerint elkészíteni a dalokat, végül azonban úgy döntött, hogy „nem lesz tovább seggfej” és találkozik vele. Gaga elmondta: „Alapvetően egy BloodPop által készített számra énekeltem rá. Átküldtük amit felénekeltem Maxnek, Max bizonyos részeket kivett, visszaküldte nekem, és aztán megírtam a dalszöveget. Bemelegítettem a hangomat, beléptem a fülkébe, elénekeltem, és amit a Stupid Love-ban hallotok, az az amit aznap csináltunk.”
A Stupid Love-val Gaga visszatért kezdeti karrierjének dance-pop, elektropop és house zenei hangzásához, dance, diszkó és elektronikus zenei hatásokkal. Dan Adler a Vanity Fairtől megjegyezte, hogy „Lady Gaga új kislemeze, a Stupid Love kinyilatkozásokkal érkezik: 'A szerelem volt mindig amit akartam'; 'Akarom a hülye szerelmed'. Mindezeket csillogó dance-pop zenén keresztül jelenti be, és kevésbé panaszosan, sokkal inkább euforikusan — előadásmódja diadalmas.” A dal B-dúrban íródott, tempóját tekintve 118-as percenkénti leütésszámmal rendelkezik. Gaga hangterjedelme a dalban A♭3-tól F5-ig terjed. Dalszövegét tekintve „egy ember iránt érzett örömteli, bolondos szerelemről” szól, illetve hogy egy egyén miként képes összeszedni a bátorságát, hogy újra beleszeressen valakibe, miután összetörték a szívét. A dal jelentésével kapcsolatban Gaga továbbá elmondta: „Mikor eldöntjük, hogy sebezhetőek leszünk, [...] az nagyon ijesztő tud lenni sok ember számára, és ott vannak mindenféle törvények, szabályok és dolgok amiket körénk építettek… Szeretnék ledönteni minél több falat ezek közül amennyit csak lehetséges, hogy azt mondhassák az emberek, hogy 'A hülye szerelmed akarom. Szeretlek.'”

## Megjelenés és népszerűsítés
A dal egyes részletei 2020 januárjában felkerültek az internetre, majd nem sokkal később a teljes szám kiszivárgott. A dal ezt követően vírusként kezdett terjedni a Twitter közösségi oldalon. A kiszivárgott dalra válaszul Gaga annyit írt Twitterére, hogy „le tudnátok állni”, amihez egy kazettalejátszón zenét hallgató balaklavát viselő kislányról készült stock fotót töltött fel. A közönség kérésének ellenére Gaga nem adta elő a dalt az AT&T TV szolgáltató Super Bowl LIV-t megelőző úgynevezett „Super Saturday Night” estjének koncertjén Miamiban. Gaga ehelyett a Lady Gaga Enigma + Jazz & Piano című Las Vegas-i rezidencia koncertsorozatának mását adta elő, és nem beszélt a kiszivárgott felvételről. Először még 2019. október 30-án kezdtek a rajongók beszélni a dalról, mikor Gaga feltöltött Twitter fiókjára egy képet, amin épp egy halloweeni tököt festett. A kép sarkában egy iPod Touch volt látható, amire ráközelítve kiolvasható volt, hogy az eszközön épp a Stupid Love-ot játsszák.
Gaga 2020. február 25-én jelentette be a kislemez megjelenését közösségi médiafelületein. A Stupid Love kiszivárgását követően Gaga és menedzsere beszéltek arról, hogy másik dalt válasszanak az album első kislemezének annak ellenére, hogy hónapokig dolgoztak a videóklip és a koreográfia elkészítésén, de végül úgy döntöttek, hogy maradnak az eredeti tervnél. Gaga ezzel kapcsolatban elmondta: „Mikor elkészül a dal hangkeverése, maszterelése és videóklipje, továbbá mindent elmondok róla, amit szeretnék — mikor minden egyszerre összeáll, az lesz a műalkotás, amit készítek. Nem pedig egy kiszivárgás.” A kislemez bejelentésével egy időben Gaga egy Los Angeles-i hirdetőtábláról készült képet is feltöltött, amin rózsaszín ajkak felett szerepelt a dal címe. A tábla jobb szélén a dal videóklipjéből kivágott képek is szerepeltek, illetve a videóban szereplő karakterek sziluettjei láthatóak voltak a szöveg mellett. A „Chromatica” szó kétszer is szerepelt rajta: egyszer függőlegesen a klip képkockái mentén, illetve egyszer a bal alsó sarokban a szerzői jogokat ismertető szöveg utolsó sorában. Több híroldal ez alapján arra következtetett, hogy a szó azért került kiemelésre, mert ez lesz Gaga hatodik nagylemezének a címe.
Jeena Sharma a Paper magazintól a promóciós képeket úgy írta le, hogy „a pop találkozik a punkkal”. A képeken Gaga rózsaszín ruhát viselt, sminkjét pedig a Haus Laboratories termékeivel készítették. A Stupid Love és klipjének megjelenése előtt Gaga azt írta Twitterén, hogy „A Földnek befellegzett.” A megjelenést követő órákban a Stupid Love és Lady Gaga voltak a legfelkapottabb témák a Twitteren világszerte. A dal az első helyre került az Apple Music Today's Top Hits illetve a Spotify New Music Daily és Today's Hits lejátszási listáin. 2020 május 18-án közzétettek egy reklámvideót Gaga Haus Laboratories sminkmárkájához, amelyben a Stupid Love-ra keresztelt szemhéjfesték palettát népszerűsítették. A videóban Gaga és a sminkvilág influenszerei, köztük Alaska Thunderfuck és Aquaria drag queenek is a Stupid Love-ra tátogva buliznak a dalra.

### Élő fellépés
2020. augusztus 30-án Gaga elénekelte a Stupid Love-ot a Chromatica dalaiból készült egyvelegének utolsó dalaként a 2020-as MTV Video Music Awardson. Az előadást a dal leegyszerűsített verziójával kezdte, és egy agyalakú zongoránál játszott. Aztán egy rövid beszédet adott arról, hogy mennyire fontos kedvesnek lenni arcmaszkot viselni a Covid19-pandémia során. Miután csatlakoztak hozzá táncosai a színpadon, a Stupid Love élő zenekari változatával folytatta a fellépést. Gaga rózsaszín bodyt és hangra reagáló LED arcmaszkot viselt az előadás során.

## Kereskedelmi fogadtatás
Az Egyesült Államokban a Stupid Love az ötödik helyen debütált a Billboard Hot 100-as listán, amivel Gaga tizenhatodik top 10-es és tizenkettedik top 5-ös slágere lett, továbbá a legelőkelőbb pozícióban debütált dala a 2011-ben harmadik helyezett The Edge of Glory óta. Ez volt az első alkalom, hogy az első tízben tudott nyitni egy dala a 2013 novemberében nyolcadik Dope óta, és az első top 10-es slágere a 2019 márciusában első helyezést elért Shallow óta. Ezen felül Gaga lett az ötödik előadó, akinek sikerült az első tíz közé kerülni a Hot 100-on a 2000-es, a 2010-es és a 2020-as években egyaránt. A dal az első helyen debütált a digitális eladásokat összesítő Digital Songson 53 000 eladott példánnyal, így Gaga már hetedik alkalommal került első helyre ezen a listán. Az első helyen kezdett a Hot Dance/Electronic Songs listán is, amivel itt az ötödik első helyezése lett, és összesen 28 dallal tudott már felkerülni a listára, ami a legtöbb a női előadók közül. A Stupid Love az első dal, ami első helyen tudott debütálni a slágerlista történetében. Második hetén a 30. helyre esett vissza a Hot 100-on, és összesen tíz hetet töltött el a listán. Kanadában a hetedik helyen debütált a dal, amely egyben későbbi legjobb helyezése is volt. A Music Canada (MC) platinalemez minősítést adott a dalnak, miután átlépte a 80 000 eladott egységet.
A Stupid Love 7. helyen nyitott Ausztráliában és a 23. helyen Új-Zélandon; mindkét országban ez maradt a legjobb pozíciója egyben. Előbbi országban összesen hét hetet töltött a kislemezlistán, míg Új-Zélandon a második hete után kiesett a legjobbak közül. Az Official Charts Company a dal megjelenése után arról írt, hogy a kezdeti streaming és eladási adatok alapján az első helyre is esélyes az Egyesült Királyságban. A Stupid Love csupán 1200 példánnyal volt lemaradva a The Weeknd Blinding Lights című dala mögött, amely két napnyi streaming és eladási adatot számítva az első helyet foglalta el. A The Weeknd dala vezetett streaming tekintetében, míg a Stupid Love vezetett az eladásokat tekintve. A dal végül az ötödik helyen debütált a brit kislemezlistán, így az énekesnő már tizenhárom dalával tudott a legjobb tíz közé kerülni a szigetországban. A Brit Hanglemezgyártók Szövetsége (BPI) ezüstlemez minősítéssel jutalmazta a dalt, miután átlépte a 200 000 streaming ekvivalens egységet. Írországban a hatodik helyen kezdett a hét legmagasabban debütáló és legtöbbet letöltött dalaként. Itt Gaga már a 15. top 10-es slágerét könyvelhette el. Másutt a Stupid Love első helyezést tudott elérni Skóciában, El Salvadorban és Magyarországon is a Magyar Hangfelvétel-kiadók Szövetsége (Mahasz) Single Top 40 kislemezeladási listáján.

## Díjak és jelölések
| Díj                    | Év   | Kategória                        | Eredmény | Forrás |
| ---------------------- | ---- | -------------------------------- | -------- | ------ |
| Billboard Music Awards | 2021 | A legjobb dance/elektronikus dal | Jelölve  | [ 51 ] |

## A kislemez dalai és formátuma
Digitális letöltés és streaming
1. Stupid Love – 3:13

7"-es képes hanglemez/kazetta/CD
1. Stupid Love – 3:13
2. Stupid Love (instrumental) – 3:13

Digitális letöltés és streaming (Vitaclub Warehouse Mix)
1. Stupid Love (Vitaclub Warehouse Mix) [közreműködik Vitaclub] – 3:40

## Közreműködők
A közreműködők listája a Tidal zene-streamelő szolgáltatás alapján.
- Lady Gaga – vokál, dalszerző
- BloodPop – producer, dalszerző, basszusgitár, dob, gitár, billentyűs hangszerek, ütőshangszerek
- Tchami – producer, dalszerző, hangkeverés, basszusgitár, dob, gitár, billentyűs hangszerek, ütőshangszerek
- Max Martin – dalszerző, vokál producer
- Ely Rise – dalszerző
- Benjamin Rice – vokál producer, hangkeverés, hangmérnök
- Tom Norris – hangkeverés
- John "JR" Robinson – dob

## Slágerlistás helyezések
| Slágerlista (2020)                        | Legjobb helyezés |
| ----------------------------------------- | ---------------- |
| Argentina (Argentina Hot 100)             | 31               |
| Ausztrália (ARIA)                         | 7                |
| Ausztria (Ö3 Austria Top 40)              | 17               |
| Belgium (Ultratop 50 Flanders)            | 20               |
| Belgium (Ultratop 50 Wallonia)            | 12               |
| Bolívia (Monitor Latino)                  | 16               |
| Bulgária (PROPHON)                        | 9                |
| Kanada (Canadian Hot 100)                 | 7                |
| Kanada AC (Billboard)                     | 16               |
| Kanada CHR/Top 40 (Billboard)             | 9                |
| Kanada Hot AC (Billboard)                 | 5                |
| Costa Rica (Monitor Latino)               | 11               |
| Horvátország (HRT)                        | 2                |
| Csehország (Rádio Top 100)                | 7                |
| Csehország (Singles Digitál Top 100)      | 7                |
| Ecuador (National-Report)                 | 15               |
| El Salvador (Monitor Latino)              | 1                |
| Észtország (Eesti Tipp-40)                | 11               |
| Európa (Euro Digital Songs)               | 1                |
| Finnország (Singlet Top 20)               | 14               |
| Franciaország (Single Top 100)            | 36               |
| Németország (Media Control Charts)        | 21               |
| Görögország (IFPI)                        | 10               |
| Magyarország (Rádiós Top 40)              | 2                |
| Magyarország (Single Top 40)              | 1                |
| Magyarország (Stream Top 40)              | 7                |
| Írország (IRMA)                           | 6                |
| Izrael (Media Forest)                     | 8                |
| Olaszország (FIMI)                        | 15               |
| Japán (Billboard Japan Hot 100)           | 48               |
| Lettország (Latvijas Radio)               | 4                |
| Libanon (OLT20)                           | 6                |
| Litvánia (AGATA)                          | 9                |
| Mexikó (Mexico Airplay)                   | 23               |
| Hollandia (Single Top 100)                | 56               |
| Új-Zéland (Recorded Music NZ)             | 23               |
| Norvégia (VG-lista)                       | 22               |
| Panama (Monitor Latino)                   | 17               |
| Paraguay (Monitor Latino)                 | 8                |
| Lengyelország (Polish Airplay Top 20)     | 51               |
| Portugália (AFP)                          | 23               |
| Románia (Airplay 100)                     | 95               |
| Skócia (Scottish Singles Top 40)          | 1                |
| Szerbia (Radiomonitor)                    | 5                |
| Szingapúr (RIAS)                          | 20               |
| Szlovákia (Rádio Top 100)                 | 11               |
| Szlovákia (Singles Digitál Top 100)       | 13               |
| Szlovénia (SloTop50)                      | 3                |
| Spanyolország (PROMUSICAE)                | 50               |
| Svédország (Sverigetopplistan)            | 24               |
| Svájc (Schweizer Hitparade)               | 6                |
| Egyesült Királyság (UK Singles Chart)     | 5                |
| US Billboard Hot 100                      | 5                |
| US Adult Contemporary (Billboard)         | 18               |
| US Adult Top 40 (Billboard)               | 8                |
| US Hot Dance Club Songs (Billboard)       | 14               |
| US Hot Dance/Electronic Songs (Billboard) | 1                |
| US Mainstream Top 40 (Billboard)          | 11               |
| US Rolling Stone Top 100                  | 4                |
| Venezuela (Record Report)                 | 39               |

| Slágerlisták (2020)          | Legjobb helyezés |
| ---------------------------- | ---------------- |
| Brazília (Pro-Música Brasil) | 33               |
| Paraguay (SGP)               | 35               |
| Szlovénia (SloTop50)         | 6                |

## Minősítések
| Régió                                                            | Minősítés  | Eladott példányszám |
| ---------------------------------------------------------------- | ---------- | ------------------- |
| Ausztrália (ARIA)                                                | 2× platina | 140 000‡            |
| Ausztria (IFPI Austria)                                          | arany      | 15 000‡             |
| Brazília (Pro-Música Brasil)                                     | gyémánt    | 160 000‡            |
| Kanada (Music Canada)                                            | 2× platina | 160 000‡            |
| Franciaország (SNEP)                                             | platina    | 200 000‡            |
| Olaszország (FIMI)                                               | arany      | 35 000‡             |
| Norvégia (IFPI Norway)                                           | arany      | 30 000‡             |
| Lengyelország (ZPAV)                                             | platina    | 20 000‡             |
| Portugália (AFP)                                                 | arany      | 5 000‡              |
| Spanyolország (PROMUSICAE)                                       | arany      | 20 000‡             |
| Egyesült Királyság (BPI)                                         | platina    | 600 000‡            |
| Egyesült Államok (RIAA)                                          | platina    | 1 000 000‡          |
| ‡ Eladási+streaming példányszámok kizárólag a minősítés alapján. |            |                     |

## Megjelenési történet
| Ország             | Dátum             | Formátum                                 | Kiadó      | Forr.   |
| ------------------ | ----------------- | ---------------------------------------- | ---------- | ------- |
| Világszerte        | 2020. február 28. | Digitális letöltés streaming CD kislemez | Interscope | [ 1 ]   |
| Olaszország        | 2020. február 28. | Pop rádió megjelenés                     | Universal  | [ 123 ] |
| Egyesült Királyság | 2020. február 29. | Pop rádió megjelenés                     | Universal  | [ 124 ] |
| Egyesült Államok   | 2020. március 2.  | „Adult Contemporary” rádiós megjelenés   | Interscope | [ 125 ] |
| Egyesült Államok   | 2020. március 3.  | Pop rádió megjelenés                     | Interscope | [ 126 ] |

## Fordítás
- Ez a szócikk részben vagy egészben  a   Stupid Love (Lady Gaga song) című angol Wikipédia-szócikk fordításán alapul.  Az eredeti cikk szerkesztőit annak laptörténete sorolja fel. Ez a jelzés csupán a megfogalmazás eredetét és a szerzői jogokat jelzi, nem szolgál a cikkben szereplő információk forrásmegjelöléseként.